# Olympische Sommerspiele 1956/Boxen
Bei den XVI. Olympischen Sommerspielen 1956 in Melbourne fanden zehn Wettbewerbe im Boxen für Männer statt. Austragungsort war das West Melbourne Stadium. Insgesamt nahmen 161 Sportler aus 34 Ländern teil. 40 Teilnehmer gewannen je zehn Gold- und Silber- sowie 20 Bronzemedaillen. Erfolgreichste Nation war die Sowjetunion mit sechs Medaillen (3 Gold, 1 Silber und 2 Bronze).

## Bilanz

### Medaillenspiegel
| Platz  | Land                   | Gold | Silber | Bronze | Gesamt |
| ------ | ---------------------- | ---- | ------ | ------ | ------ |
| 1      | Sowjetunion            | 3    | 1      | 2      | 6      |
| 2      | Vereinigtes Königreich | 2    | 1      | 2      | 5      |
| 3      | Vereinigte Staaten     | 2    | 1      | –      | 3      |
| 4      | Rumänien               | 1    | 2      | 1      | 4      |
| 5      | Deutschland            | 1    | 1      | –      | 2      |
| 6      | Ungarn                 | 1    | –      | –      | 1      |
| 7      | Irland                 | –    | 1      | 3      | 4      |
| 8      | Chile                  | –    | 1      | 2      | 3      |
| 9      | Italien                | –    | 1      | 1      | 2      |
| 10     | Südkorea               | –    | 1      | –      | 1      |
| 11     | Frankreich             | –    | –      | 2      | 2      |
| 11     | Polen                  | –    | –      | 2      | 2      |
| 11     | Südafrikanische Union  | –    | –      | 2      | 2      |
| 14     | Argentinien            | –    | –      | 1      | 1      |
| 14     | Australien             | –    | –      | 1      | 1      |
| 14     | Finnland               | –    | –      | 1      | 1      |
| Gesamt | Gesamt                 | 10   | 10     | 20     | 40     |

### Medaillengewinner
| Disziplin         | Gold                       | Silber                | Bronze                                            |
| ----------------- | -------------------------- | --------------------- | ------------------------------------------------- |
| Fliegengewicht    | Terry Spinks (GBR)         | Mircea Dobrescu (ROM) | Johnny Caldwell (IRL) René Libeer (FRA)           |
| Bantamgewicht     | Wolfgang Behrendt (EUA)    | Song Soon-chun (KOR)  | Claudio Barrientos (CHI) Freddie Gilroy (IRL)     |
| Federgewicht      | Wladimir Safronow (URS)    | Thomas Nicholls (GBR) | Pentti Hämäläinen (FIN) Henryk Niedźwiedzki (POL) |
| Leichtgewicht     | Richard McTaggart (GBR)    | Harry Kurschat (EUA)  | Anthony Byrne (IRL) Anatoli Lagetko (URS)         |
| Halbweltergewicht | Wladimir Jengibarjan (URS) | Franco Nenci (ITA)    | Constantin Dumitrescu (ROM) Henry Loubscher (RSA) |
| Weltergewicht     | Nicolae Linca (ROM)        | Frederick Tiedt (IRL) | Nicholas Gargano (GBR) Kevin Hogarth (AUS)        |
| Halbmittelgewicht | László Papp (HUN)          | José Torres (USA)     | John McCormack (GBR) Zbigniew Pietrzykowski (POL) |
| Mittelgewicht     | Gennadi Schatkow (URS)     | Ramón Tapia (CHI)     | Gilbert Chapron (FRA) Víctor Zalazar (ARG)        |
| Halbschwergewicht | James Boyd (USA)           | Gheorghe Negrea (ROM) | Carlos Lucas (CHI) Romualdas Murauskas (URS)      |
| Schwergewicht     | Pete Rademacher (USA)      | Lew Muchin (URS)      | Daan Bekker (RSA) Giacomo Bozzano (ITA)           |

## Ergebnisse

### Fliegengewicht (bis 51 kg)
| Platz | Land | Sportler           |
| ----- | ---- | ------------------ |
| 1     | GBR  | Terry Spinks       |
| 2     | ROM  | Mircea Dobrescu    |
| 3     | IRL  | Johnny Caldwell    |
| 3     | FRA  | René Libeer        |
| 5     | AUS  | Warner Batchelor   |
| 5     | USA  | Ray Perez          |
| 5     | URS  | Wladimir Stolnikow |
| 5     | JPN  | Kenji Yonekura     |
|       |      |                    |
| 17    | EUA  | Edgar Basel        |

Datum: 23. November bis 1. Oktober 1956 

19 Teilnehmer aus 19 Ländern

### Bantamgewicht (bis 54 kg)
| Platz | Land | Sportler           |
| ----- | ---- | ------------------ |
| 1     | EUA  | Wolfgang Behrendt  |
| 2     | KOR  | Song Soon-chun     |
| 3     | CHI  | Claudio Barrientos |
| 3     | IRL  | Freddie Gilroy     |
| 5     | BRA  | Éder Jofre         |
| 5     | GBR  | Owen Reilly        |
| 5     | ITA  | Mario Sitri        |
| 5     | ARG  | Carmelo Tomaselli  |

Datum: 23. November bis 1. Oktober 1956 

18 Teilnehmer aus 18 Ländern

### Federgewicht (bis 57 kg)
| Platz | Land | Sportler            |
| ----- | ---- | ------------------- |
| 1     | URS  | Wladimir Safronow   |
| 2     | GBR  | Thomas Nicholls     |
| 3     | FIN  | Pentti Hämäläinen   |
| 3     | POL  | Henryk Niedźwiedzki |
| 5     | FRA  | André de Souza      |
| 5     | ARG  | Tristán Falfán      |
| 5     | JPN  | Shinichiro Suzuki   |
| 5     | TCH  | Ján Zachara         |
| 9     | EUA  | Bernhard Schröter   |

Datum: 23. November bis 1. Oktober 1956 

18 Teilnehmer aus 18 Ländern

### Leichtgewicht (bis 60 kg)
| Platz | Land | Sportler          |
| ----- | ---- | ----------------- |
| 1     | GBR  | Richard McTaggart |
| 2     | EUA  | Harry Kurschat    |
| 3     | IRL  | Anthony Byrne     |
| 3     | URS  | Anatoli Lagetko   |
| 5     | CAN  | Edward Beattie    |
| 5     | POL  | Zygmunt Milewski  |
| 5     | USA  | Louis Molina      |
| 5     | FRA  | André Vairolatto  |

Datum: 23. November bis 1. Oktober 1956 

18 Teilnehmer aus 18 Ländern

### Halbweltergewicht (bis 63,5 kg)
| Platz | Land | Sportler              |
| ----- | ---- | --------------------- |
| 1     | URS  | Wladimir Jengibarjan  |
| 2     | ITA  | Franco Nenci          |
| 3     | ROM  | Constantin Dumitrescu |
| 3     | SAF  | Henry Loubscher       |
| 5     | KOR  | Hwang Ui-gyeong       |
| 5     | ARG  | Antonio Marcilla      |
| 5     | FRA  | Claude Saluden        |
| 5     | USA  | Joe Shaw              |
|       |      |                       |
| 9     | AUT  | Leopold Potesil       |
| 9     | EUA  | Willi Roth            |

Datum: 24. November bis 1. Oktober 1956 

22 Teilnehmer aus 22 Ländern

### Weltergewicht (bis 67 kg)
| Platz | Land | Sportler            |
| ----- | ---- | ------------------- |
| 1     | ROM  | Nicolae Linca       |
| 2     | IRL  | Frederick Tiedt     |
| 3     | GBR  | Nicholas Gargano    |
| 3     | AUS  | Kevin Hogarth       |
| 5     | SAF  | Nicholas André      |
| 5     | HUN  | András Dőri         |
| 5     | ARG  | Francisco Gelaberti |
| 5     | USA  | Pearce Lane         |

Datum: 24. November bis 1. Oktober 1956 

16 Teilnehmer aus 16 Ländern

### Halbmittelgewicht (bis 71 kg)
| Platz | Land | Sportler               |
| ----- | ---- | ---------------------- |
| 1     | HUN  | László Papp            |
| 2     | USA  | José Torres            |
| 3     | GBR  | John McCormack         |
| 3     | POL  | Zbigniew Pietrzykowski |
| 5     | EUA  | Ulrich Kienast         |
| 5     | BUL  | Boris Nikolow          |
| 5     | ITA  | Franco Scisciani       |
| 5     | ARG  | Alberto Sáenz          |

Datum: 24. November bis 1. Oktober 1956 

14 Teilnehmer aus 14 Ländern

### Mittelgewicht (bis 75 kg)
| Platz | Land | Sportler         |
| ----- | ---- | ---------------- |
| 1     | URS  | Gennadi Schatkow |
| 2     | CHI  | Ramón Tapia      |
| 3     | FRA  | Gilbert Chapron  |
| 3     | ARG  | Víctor Zalazar   |
| 5     | ITA  | Giulio Rinaldi   |
| 5     | USA  | Roger Rouse      |
| 5     | TCH  | Július Torma     |
| 5     | EUA  | Dieter Wemhöner  |

Datum: 26. November bis 1. Oktober 1956 

14 Teilnehmer aus 24 Ländern

### Halbschwergewicht (bis 81 kg)
| Platz | Land | Sportler              |
| ----- | ---- | --------------------- |
| 1     | USA  | James Boyd            |
| 2     | ROM  | Gheorghe Negrea       |
| 3     | CHI  | Carlos Lucas          |
| 3     | URS  | Romualdas Murauskas   |
| 5     | ARG  | Rodolfo Díaz          |
| 5     | AUS  | Anthony Madigan       |
| 5     | ITA  | Ottavio Panunzi       |
| 5     | POL  | Andrzej Wojciechowski |

Datum: 23. November bis 1. Oktober 1956 

11 Teilnehmer aus 11 Ländern

### Schwergewicht (über 81 kg)
| Platz | Land | Sportler        |
| ----- | ---- | --------------- |
| 1     | USA  | Pete Rademacher |
| 2     | URS  | Lew Muchin      |
| 3     | SAF  | Daan Bekker     |
| 3     | ITA  | Giacomo Bozzano |
| 5     | SWE  | Törner Åhsman   |
| 5     | ARG  | José Giorgetti  |
| 5     | TCH  | Josef Němec     |
| 5     | GER  | Ulli Nitzschke  |

Datum: 24. November bis 1. Oktober 1956 

11 Teilnehmer aus 11 Ländern